# 장막 (생물학)

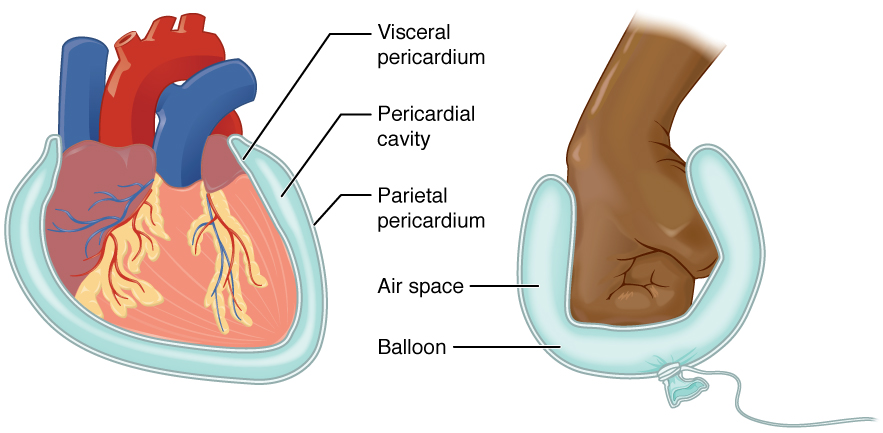
장막은 심장막공간(pericardial cavity, 심장막안, 심막강, 심낭)을 감싸고 심장도 덮기 위해 되돌아간다. 이는 덜 부풀려진 풍선이 주먹 주위에 두 개의 층을 형성하는 것과 거의 같은 방식이다.

장막(serous membrane 또는 serosa)은 체강의 내용물과 내벽을 감싸는 중피(mesothelium)의 평활한 조직 막(tissue membrane)으로, 장액(serous fluid)을 분비하여 반대편 표면 사이에 윤활된 미끄러짐 운동(sliding movement)을 가능하게 한다.

## 구조

### 내장쪽 층 및 벽쪽 층
내장쪽 층(visceral layer) 및 벽쪽 층(parietal layer)

## 해부학적 이미지

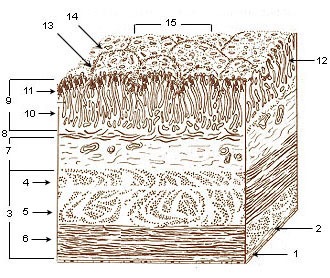
위(stomach) 벽의 층들
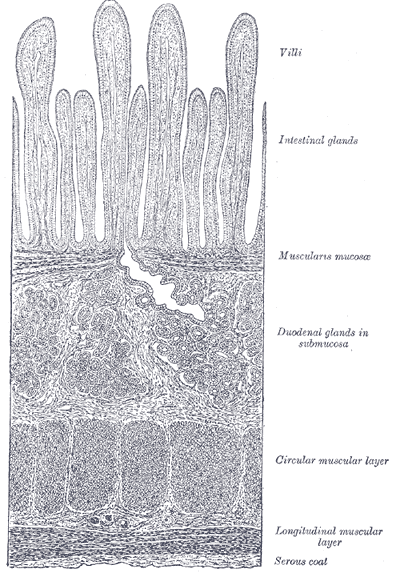
고양이 십이지장의 박편

## 같이 보기
- 바깥막(adventitia)
- 융모막(chorion)
- 심장막공간(pericardial cavity, 심장막안, 심막강, 심낭)